# Batu Layang (Kerkap)
Batu Layang is een bestuurslaag in het regentschap Bengkulu Utara van de provincie Bengkulu, Indonesië. Batu Layang telt 313 inwoners (volkstelling 2010).